# Nyong-et-Kéllé
Nyong-et-Kéllé ist ein Département der Region Centre in Kamerun.
Auf einer Fläche von 6362 km² leben nach der Volkszählung 2001 145.181 Einwohner. Die Hauptstadt ist Éséka.

## Gemeinden
- Biyouha
- Bondjock
- Bot-Makak
- Dibang
- Éséka
- Makak
- Matomb
- Messondo
- Ngog-Mapubi
- Ngui-Bassal